# 2011 UV411
2011 UV411, também escrito como 2011 UV411, é um objeto transnetuniano que está localizado no Cinturão de Kuiper, uma região do Sistema Solar. Este corpo celeste é classificado como um cubewano. Ele possui uma magnitude absoluta de 8,2 e tem um diâmetro estimado com cerca de 101 km.

## Descoberta
2011 UV411 foi descoberto no dia 24 de outubro pelo astrônomo M. Alexandersen.

## Órbita
A órbita de 2011 UV411 tem uma excentricidade de 0,064 e possui um semieixo maior de 43,290 UA. O seu periélio leva o mesmo a uma distância de 40,508 UA em relação ao Sol e seu afélio a 46,072 UA.